# Lee Jong-wook
Lee Jong-wook (Seul, 12 de abril de 1945 – Genebra, 22 de maio de 2006) foi um médico de saúde pública sul-coreano. Foi diretor-geral da Organização Mundial da Saúde por três anos.
Em 2004, Lee foi listado como uma das 100 pessoas mais influentes do mundo pela revista Time, na categoria de Cientistas e Pensadores.

## Biografia
Jong-wook nasceu em Seul, capital sul-coreana, e estudou medicina na Universidade Nacional de Seul, obtendo, em seguida, um mestrado em saúde pública na Universidade do Havaí. 
Lee ingressou na OMS em 1983, trabalhando em uma variedade de projetos. Ele começou seu mandato como diretor-geral em 2004 e foi a primeira figura da Coréia a liderar uma agência internacional.
Em 22 de maio de 2006, enquanto ainda ocupava o cargo de diretor-geral, Jong-wook morreu aos 61 anos na cidade de Genebra, capital da Suíça, após uma cirurgia para um coágulo de sangue no cérebro (um hematoma subdural).

## Referência
1. ↑  «TIME Magazine: TIME 100: Jong-Wook Lee». web.archive.org. 16 de maio de 2007. Consultado em 14 de outubro de 2021
2. ↑  Altman, Lawrence K. (22 de maio de 2006). «W.H.O. Chief Undergoes Emergency Brain Surgery». The New York Times (em inglês). ISSN 0362-4331. Consultado em 14 de outubro de 2021

| Precedido por Gro Harlem Brundtland | Diretor-Geral da Organização Mundial de Saúde 2004–2006 | Sucedido por Anders Nordström |